# Ян Гійу
Ян Оскар Сверре Люсьєн Анрі Гійу (шведська вимова: [ˈjɑːn ɡɪˈjuː], французька: [ɡiju]; нар. 17 січня 1944) — французько-шведський письменник і журналіст. Слава у Швеції прийшла до Гійу під час його роботи журналістом-розслідувачем, особливо в 1973 році, коли він і співрепортер Пітер Братт викрили таємну та незаконну розвідувальну організацію у Швеції Informationsbyrån (IB). У 2020-х роках він все ще активно працює в журналістиці як автор колонки для шведського вечірнього таблоїда Aftonbladet. Серед його книг — серія шпигунських фантастичних романів про шпигуна на ім'я Карл Гамільтон і трилогія (+) історичних фантастичних романів про тамплієра Арна Магнуссона. Разом зі своєю дружиною, видавцем Анн-Марі Скарп і Лізою Марклунд, він є власником однієї з найбільших видавничих компаній у Швеції Piratförlaget (Pirate Publishing).

## Інтернет-ресурси
- Piratförlaget — Jan Guillou (швед.), presentation at book publisher's website
- Jan Guillou's column in Aftonbladet (швед.)
- Ян Гійу на сайті IMDb (англ.)
- The Salomonsson Agency